# المعدن (إسبانيا)
المعدن (بالإسبانية: Almadén)‏، هي إحدى بلديات مقاطعة سيوداد ريال إحدى مقاطعات إسبانيا، والتي تقع في منطقة قشتالة والمنشف وسط إسبانيا. يبلغ عدد سكانها 6.294 نسمة وفقاً لإحصائية سنة (2007). وقد اشتهرت بتعدين الزئبق منذ القدم، وسميت لذلك. وهي أحد المواقع المسجلة في قائمة مواقع التراث العالمي باليونسكو.

## انظر ايضاً
- مواقع التراث العالمي في إسبانيا
- موقع أتابويركا التاريخي